# Panesthia cyclopensis
Panesthia cyclopensis är en kackerlacksart som beskrevs av Roth, L. M. 1979. Panesthia cyclopensis ingår i släktet Panesthia och familjen jättekackerlackor. Inga underarter finns listade i Catalogue of Life.